# Islotes Cefiro
Die Islotes Cefiro (von spanisch Cefiro ‚Zephyr‘) sind eine Gruppe kleiner Inseln vor der Westküste der Antarktischen Halbinsel. Sie liegen unmittelbar südöstlich von Zukriegel Island im Archipel der Biscoe-Inseln.
Argentinische Wissenschaftler benannten sie nach Zephyr, einer Windgottheit aus der griechischen Mythologie.